# Andrei Mureșan
Andrei Iosif Mureșan (sinh ngày 1 tháng 8 năm 1985 ở Turda, România) là một cầu thủ bóng đá người România thi đấu cho CFR Cluj ở vị trí tiền vệ phòng ngự.

## Danh hiệu
Khazar Lankaran
- Giải bóng đá ngoại hạng Azerbaijan: Á quân 2011–12
- Cúp bóng đá Azerbaijan: 2010–11

Astra Giurgiu
- Cúp bóng đá România: 2013–14

Sheriff Tiraspol
- Cúp bóng đá Moldova: 2014–15

CFR Cluj
- Liga I: 2017–18
- Cúp bóng đá România: 2015–16